# 용적률
용적률(容積率)은 건축 용어로 전체 대지면적에 대한 건축물 연면적(용적)의 비율을 뜻하며 백분율로 표시한다.
용적률이 높을수록 건축할 수 있는 연면적이 많아져 건축밀도가 높아지므로, 적절하고 쾌적한 주거환경을 보장하기 위하여 용적률의 상한선을 지정한다. 건폐율과 더불어 도시계획을 수립하는데 기본적인 고려사항이다. 용적률을 계산할 때 지하층의 바닥면적은 포함시키지 않으며, 또 지상 층의 면적 중에서 주차용으로 쓰는 것, 초고층 건축물 중 피난안전구역의 면적은 포함시키지 않는다.
| “ | 용적률 = (건물 연면적 m² / 대지면적 m² ) × 100 (%) | ” |

## 대한민국 법률상 정의

위 세 건축물의 모양은 각각 다르나, 용적률은 100%로 모두 같다.

대한민국 건축법 제56조에서 건축물의 용적률에 대해 “대지면적에 대한 연면적(대지에 건축물이 둘 이상 있는 경우에는 이들 연면적의 합계로 한다)의 비율”로 제한하고 있고, 이 용적률은 대한민국 국토의 계획 및 이용에 관한 법률 제78조에 따라 도시관리계획에 따른 용도지역별로 최대한도가 규정되어있으며, 지역별로 적용되는 상한 비율은 지방자치단체의 조례로 정한다.

### 용적률
대한민국 국토의 계획 및 이용에 관한 법률에 따른 용적률 상한선
| 용도지역         | 용도지역         | 상한선(백분율) |
| ---------------- | ---------------- | -------------- |
| 도시지역         | 주거지역         | 500            |
| 도시지역         | 상업지역         | 1,500          |
| 도시지역         | 공업지역         | 400            |
| 도시지역         | 녹지지역         | 100            |
| 관리지역         | 보전관리지역     | 80             |
| 관리지역         | 생산관리지역     | 80             |
| 관리지역         | 계획관리지역     | 100            |
| 농림지역         | 농림지역         | 80             |
| 자연환경보전지역 | 자연환경보전지역 | 80             |

### 산정 방법
대한민국 건축법 시행령 제119조에 따라 용적률을 산정할 때 연면적에는 각 층의 바닥면적의 합계에서 다음 면적은 제외한다.
- 지하층
- 지상층의 주차용 (단, 해당 건축물의 부속 용도로 쓰이는 경우에만 한함)
- 초고층 건축물과 준초고층 건축물에 설치한 피난안전구역
- 건축물의 경사지붕 아래에 설치한 대피공간

공동주택에 설치된 주민공동시설의 면적이 바닥면적의 합계에서 제외되었으나, 2012년 12월 12일부터는 바닥면적의 합계를 산출하는 데 포함된다.

## 세계의 용적률
미국에서는 건물 바닥면적 합계에 대한 대지면적의 비율(영어: Floor Area Ratio《FAR》)로 표시하며1.5, 2.0 등으로 나타낸다.

## 같이 보기
- 건폐율
- 연면적